# Celama fuscocurvata
Celama fuscocurvata är en fjärilsart som beskrevs av Franz Dannehl. Celama fuscocurvata ingår i släktet Celama och familjen trågspinnare. Inga underarter finns listade i Catalogue of Life.